# Juan el Soldado
Juan el Soldado o Juan Soldado es el héroe de diferentes cuentos de tradición popular presentes en el mundo hispanoparlante, que narran las peripecias de un soldado retirado.

## Trama
Juan después de mucho tiempo sirviendo en el ejército, se licencia y corre aventuras con el poco dinero que le queda de paga. Tras diferentes vericuetos acaba rico.

### Juan y el diablo
En algunas versiones, las aventuras de Juan empiezan con un trato con el diablo. El diablo le promete grandes riquezas si le demuestra que es valiente. Si se acobarda, perderá el alma. Juan tiene que vestirse de diablo y hacer el bien durante diez años. Tras enfrentarse a gigantes y plagas sin cometer ninguna mala acción, el diablo le devuelve su uniforme y lo colma de riquezas.

### Juan y los santos
Tras licenciarse, Juan se cruza con San Pedro y reparte con él lo poco que tiene en tres ocasiones. A cambio recibe una bolsa mágica donde guarda aquello que quiere con tan solo decir "al morral". Sus buenas acciones le quitan algunas almas a Lucifer, que enfadado intenta retenerlo en los Infiernos, pero Juan se libra de su amenaza y se dirige al Cielo. Cuando San Pedro le niega la entrada lo mete en la bolsa mágica hasta que promete dejarle entrar.